# 奧蒙德 (北卡羅萊納州)
奧蒙德（英語：Almond）是位於美國北卡羅萊納州斯溫縣的非建制地區。

## 歷史
奧蒙德的郵局自1892年營運至今。

## 地理
奧蒙德所處的海拔為高於海平面525米（即1722英呎），而該地所採用的時區為UTC-5，即北美东部时区（EST）。同時該地設有夏令時間，為UTC-5調快一小時，即UTC-4（EDT）。